# Nèfle
Ne doit pas être confondu avec Nèfle du Japon.

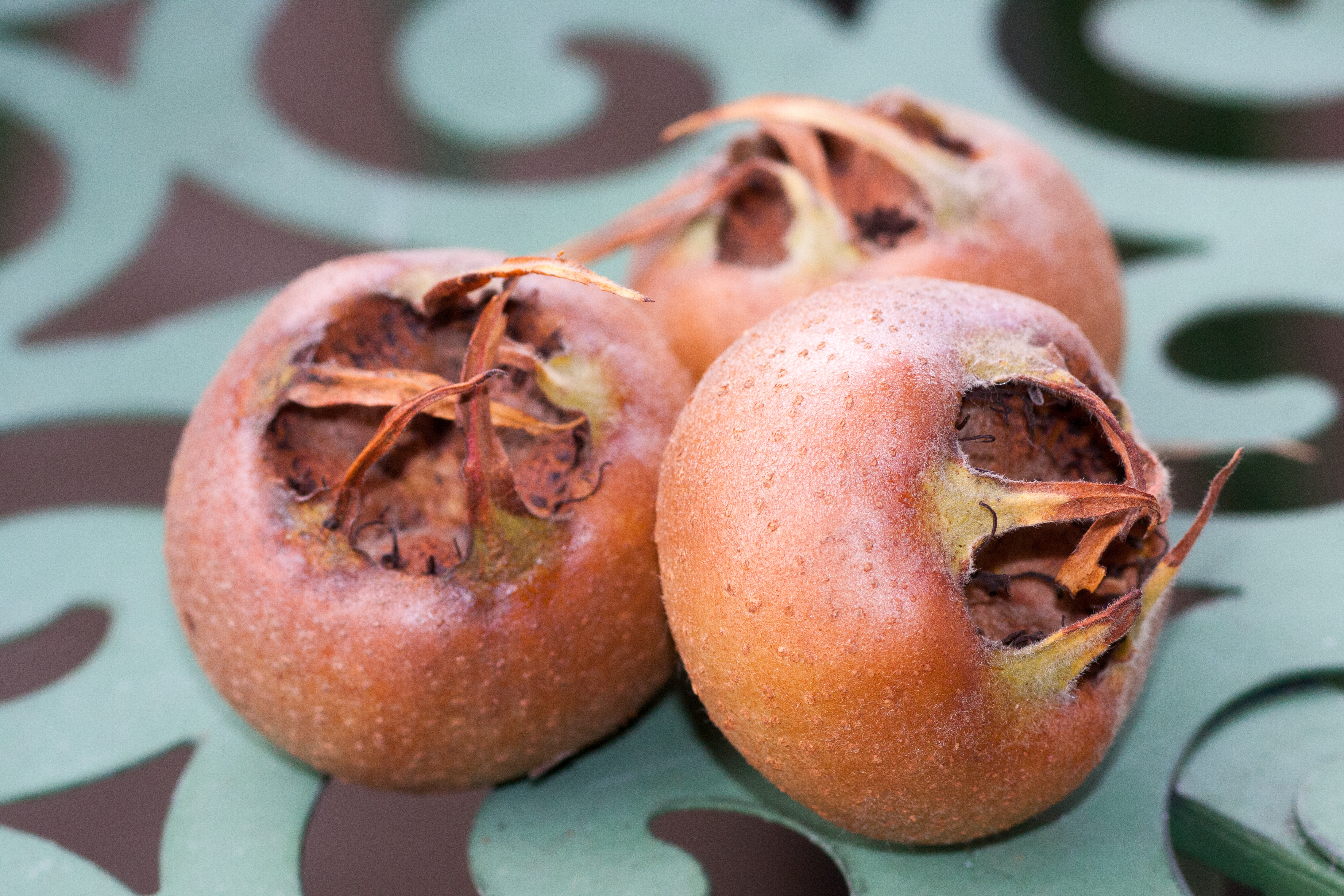
Nèfles à maturité.

La nèfle, localement appelée cul de chien en Lorraine, ou mêle dans d'autres régions est le fruit du Néflier commun (Mespilus germanica), un arbre fruitier caucasien et méditerranéen naturalisé en Europe continentale. Ce fruit d'hiver, brun, à cinq gros noyaux, est consommé après les premières gelées d'automne, une fois blet. Il ne doit pas être confondu avec la nèfle du Japon, un fruit jaune récolté au printemps sur le Néflier du Japon (Eriobotrya japonica) originaire d'Asie tempérée et cultivé en climats tropical et méditerranéen.

## Étymologie

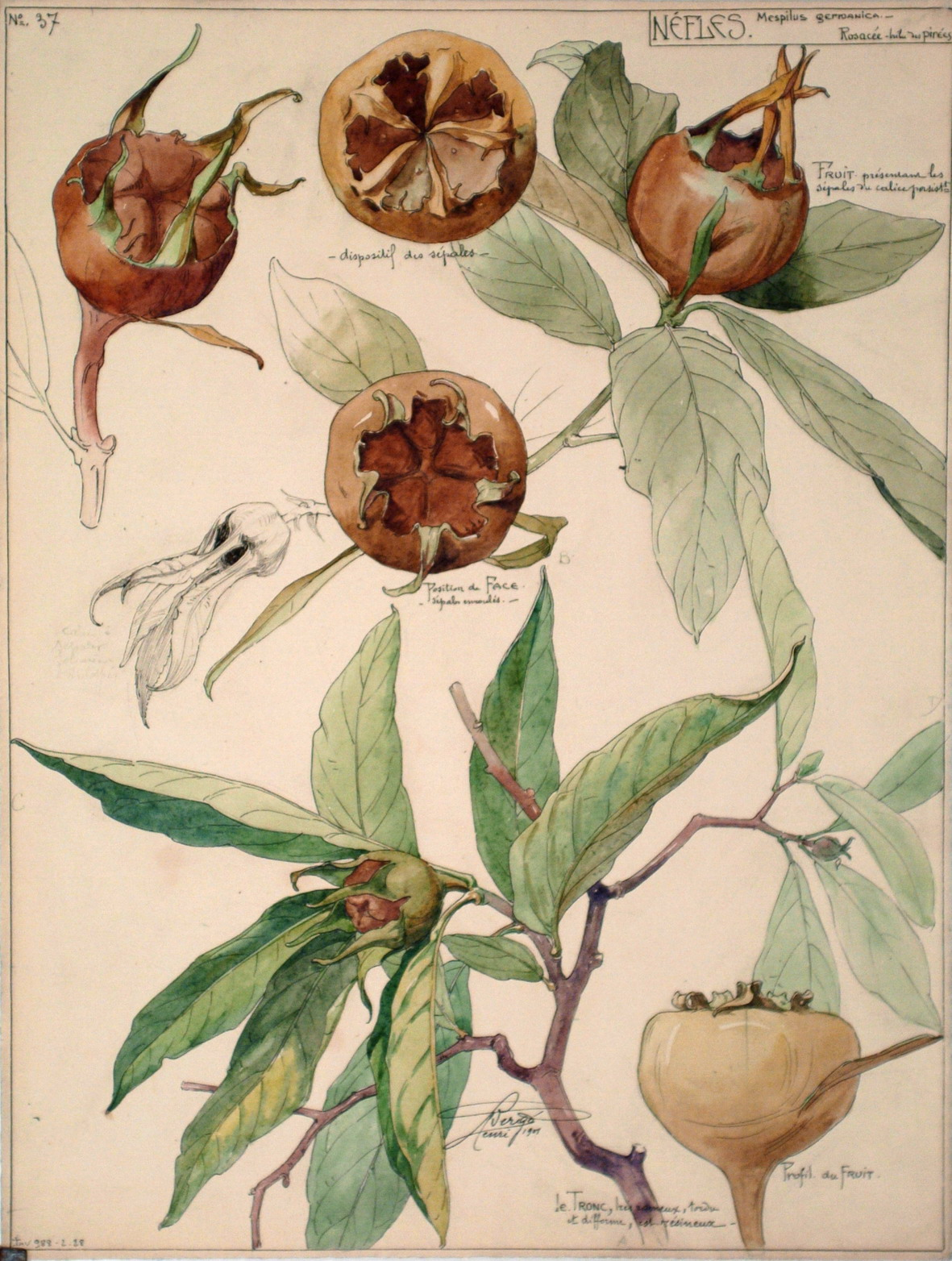
Illustration botanique de nèfles par Henri Bergé

Son nom, mêle ou mesle en ancien français, provient du latin mespilum, -a, mot emprunté au grec ancien μέσπιλον / méspilon désignant déjà la nèfle. Le mot grec ancien μέσπιλον / méspilon serait formé des radicaux μέσος / mésos, « moyen », et πίλος / pílos : balle[Information douteuse], en référence à la forme hémisphérique de ce fruit

## Description
C'est un petit faux fruit de 3 à 5 cm de diamètre. Autrefois commun, ce fruit charnu, en forme de toupie déprimée au sommet et surmontée des cinq dents persistantes du calice, est une fausse drupe (en fait, un piridion) : l'endocarpe entoure cinq pyrènes (à ne pas confondre avec des noyaux, présents uniquement chez les drupes vraies, étant strictement uniseminées). Il s'agit alors d'un cas limite de la drupe. Lorsque le fruit se forme, les carpelles commencent à s'individualiser. Chaque carpelle est donc individualisé à un pyrène. Ceux-ci contiennent de l'acide cyanhydrique, mais sont suffisamment durs et étanches pour ne représenter aucun risque d'empoisonnement. Il existe une variété de nèfle sans noyau.[réf. nécessaire]

Développement de la nèfle
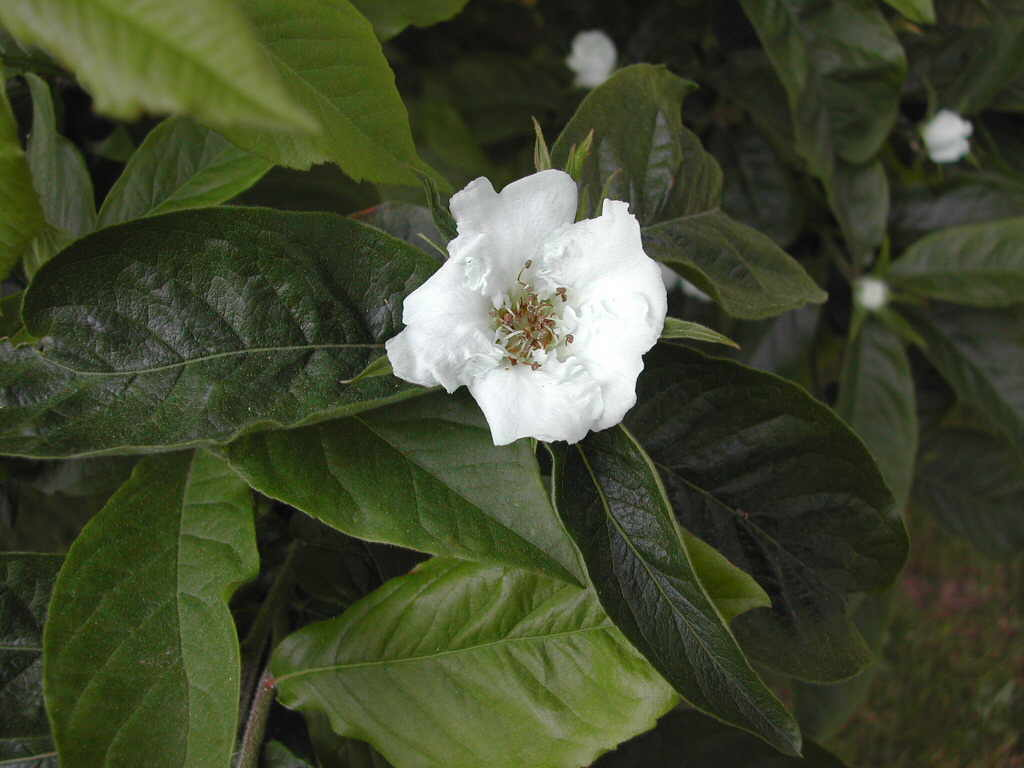
Néflier, fleur et feuillage.
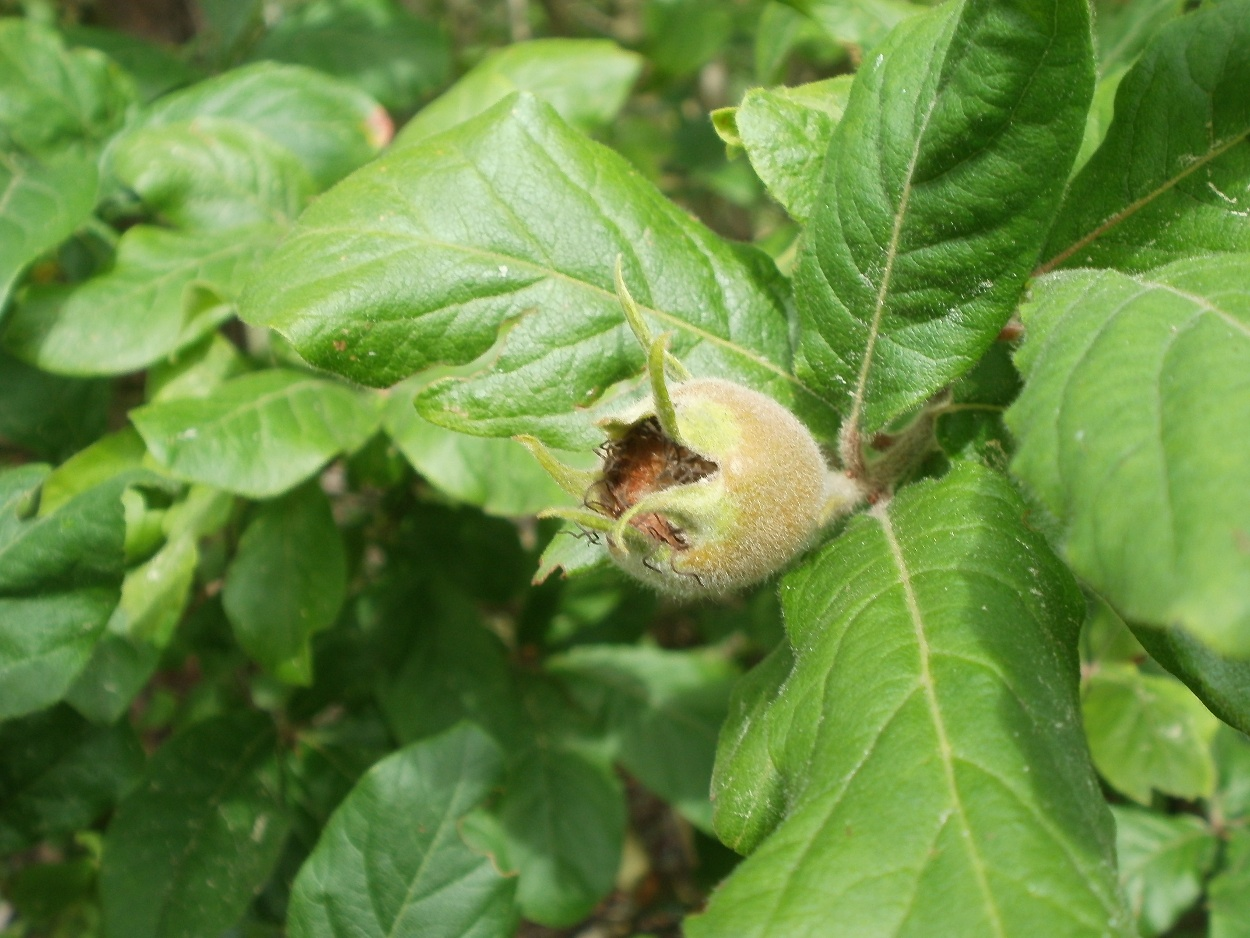
Jeune fruit sur l'arbre.
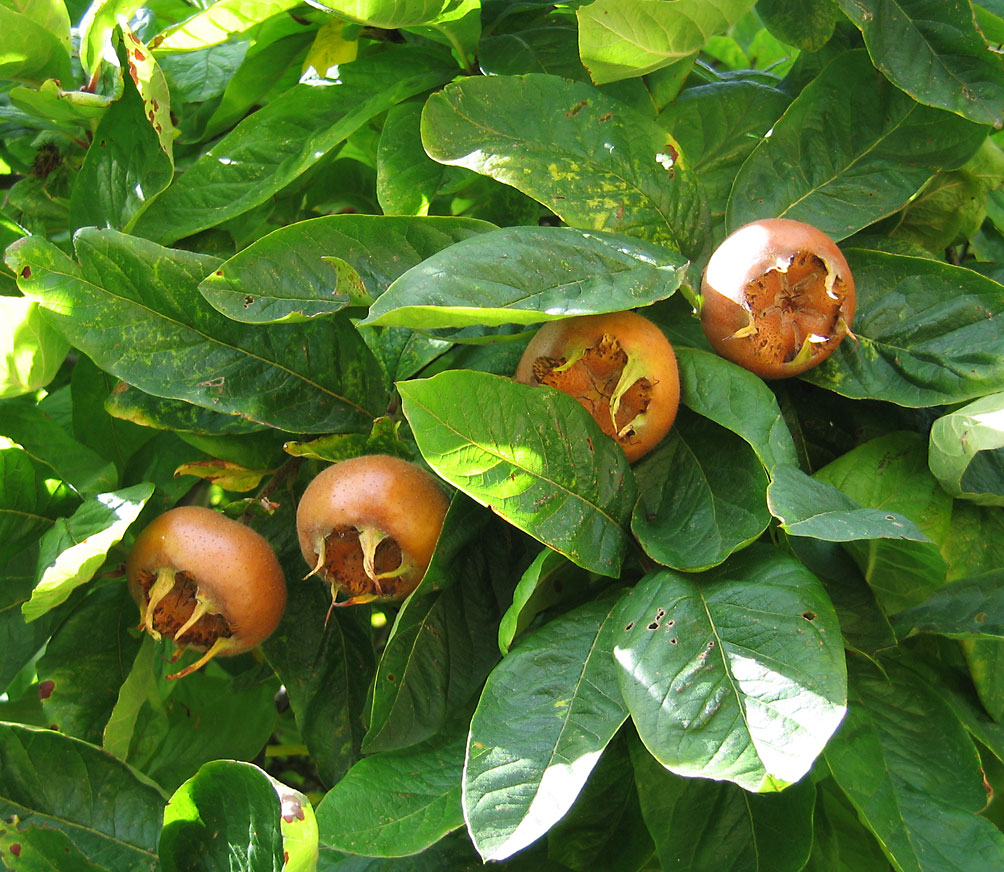
Fruits matures sur l'arbre.
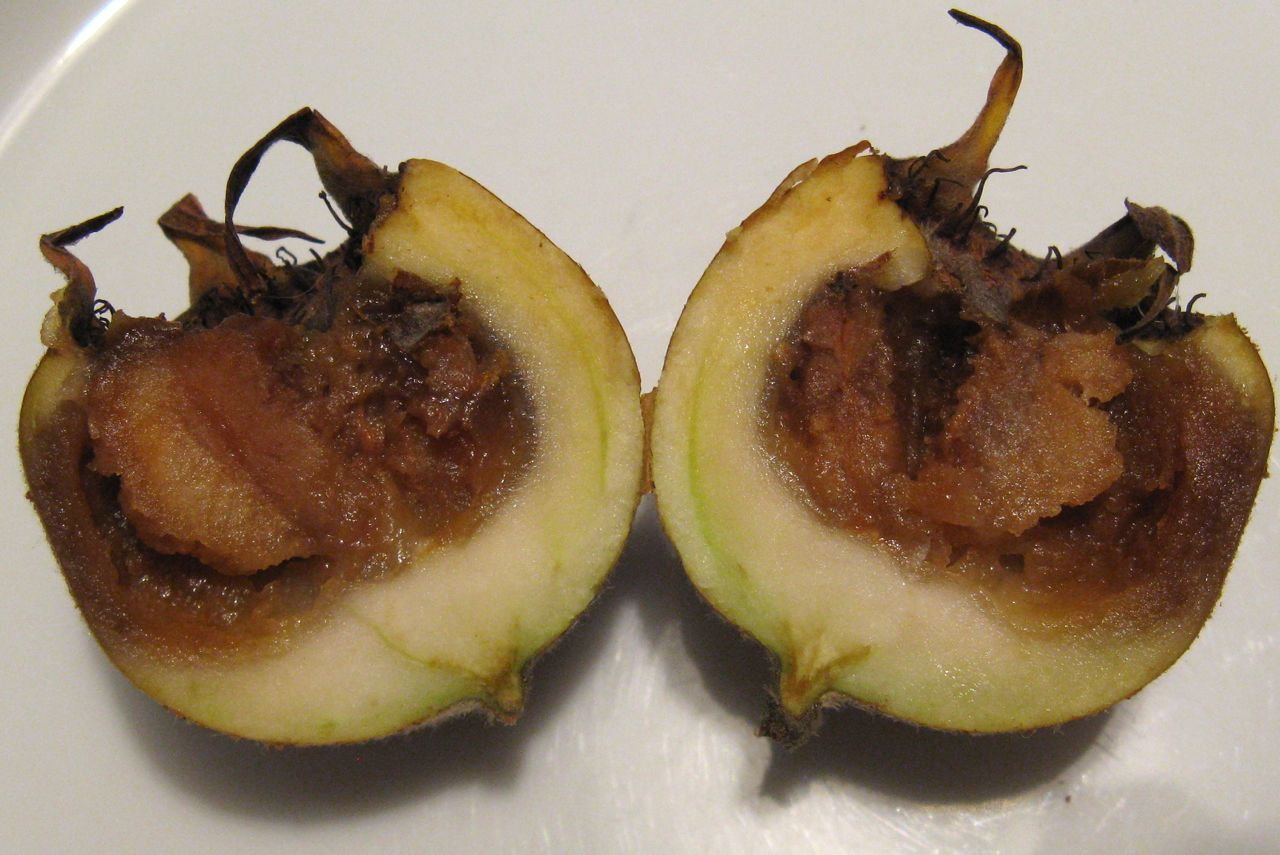
Nèfle en cours de blettissement.
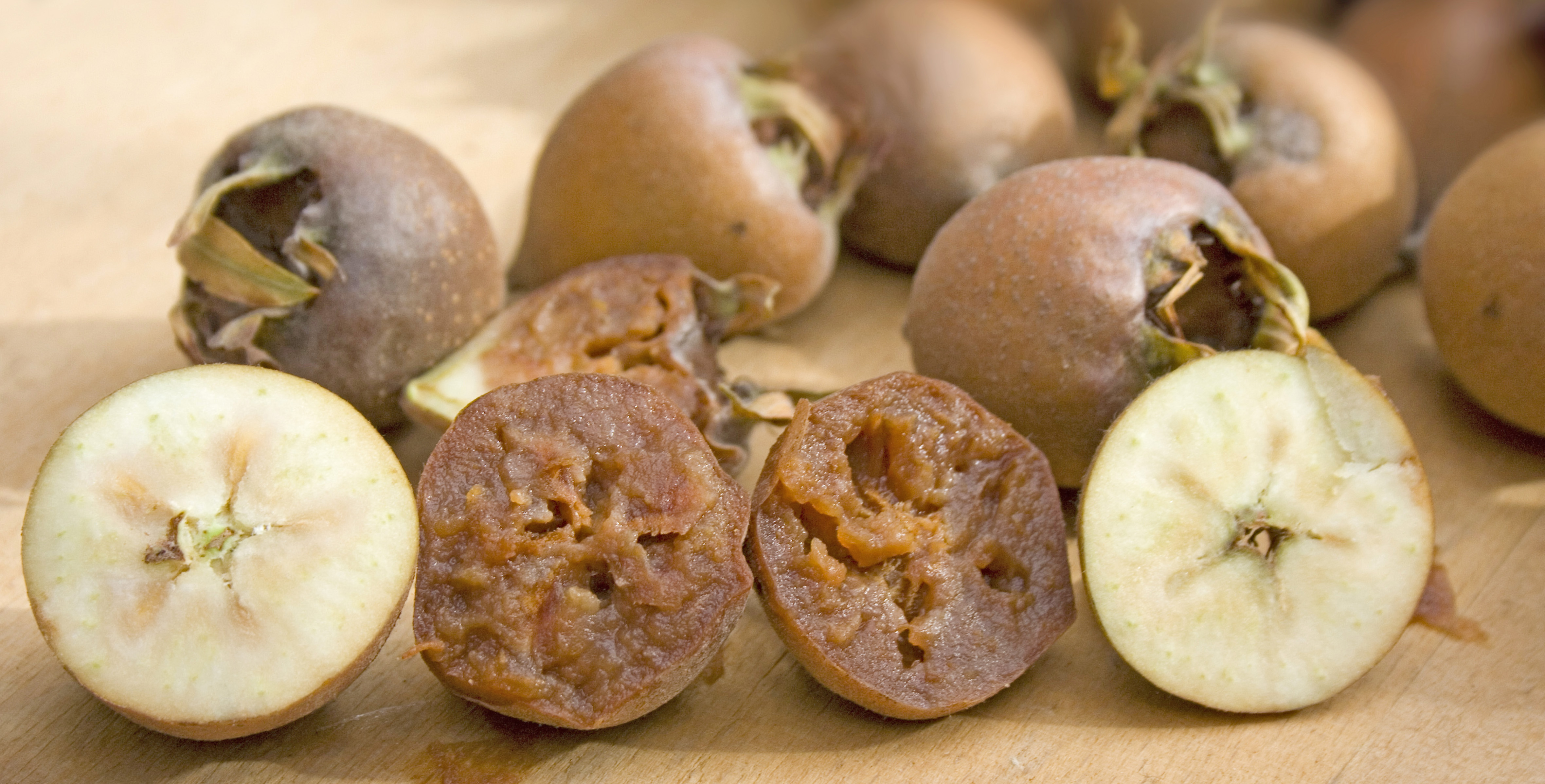
Coupe transversale de fruits verts et blets.

À ne pas confondre avec la nèfle du Japon, ou bibace (écrit aussi « bibasse »), fruit du Néflier du Japon, qui est un fruit de 3 à 7 cm, de couleur jaune, ayant 1 à 5 noyaux, très juteux et savoureux, au goût acidulé, qui se récolte entre avril et juillet, en Provence notamment.

## Variétés
Il existe peu de cultivars, mais certains ont des fruits de 6 cm de diamètre, un autre est dépourvu de graines. Des hybrides interspécifiques ornementaux ont été créés en croisant des Crataega appelés « Crataemespilus » et des chimères « Crartaegomespilus ».

## Utilisation humaine

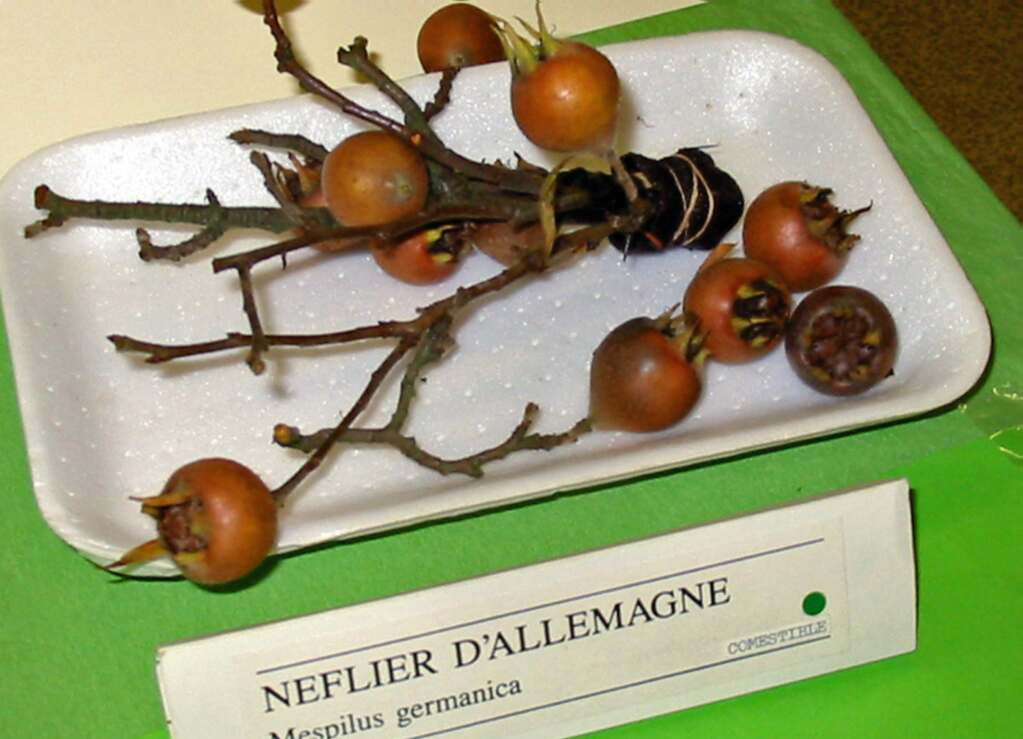
Nèfles.

Originaire du Caucase, sa consommation est attestée depuis l'Antiquité jusqu'au Moyen Âge en Europe du sud-est.
La nèfle est un fruit d'hiver. Elle a la particularité de ne pas être consommable à maturité, car elle est trop dure et trop acerbe, à cause de la richesse en tanins et en acide malique du mésocarpe. Elle ne peut être consommée qu'après blettissement. La récolte, de fait, a lieu à complète maturité, en général après les premières gelées. Le blettissement consiste à disposer les fruits sur un lit de paille pendant une quinzaine de jours. Il se produit alors une fermentation naturelle qui modifie la composition chimique du mésocarpe et le ramollit. Le fruit blet est sucré, mais ne contient pas de saccharose, seulement un mélange de glucose et du fructose (sucre inverti) et un peu d'alcool. La nèfle a un goût un peu vineux qui se rapproche de celui de la pomme.
Elle peut se consommer nature, avec ou sans la peau qui est parfaitement comestible, mais qui peut sembler un peu coriace, en raison de son épaisseur et des restes de duvet qui la couvrent. En revanche, à l'instar de la pomme, on ne doit pas consommer les pépins. Elle peut aussi être cuite en confiture ou en compote, ou macérée dans l'alcool pour obtenir du ratafia.

## Dans la culture populaire
Dans le langage familier, « Des nèfles ! » est une expression qui s'emploie pour signifier « quelque chose de faible valeur » ou pour exprimer une dénégation ou un refus. Elle peut notamment être utilisée pour traduire l'expression « Nuts! » prononcée par le général américain McAuliffe en réponse à la demande de reddition formulée par l'attaquant allemand pendant le siège de Bastogne, à la fin de la Seconde Guerre mondiale.

« Les artistes, c'est comme les nèfles, on les consomme quand ils sont pourris. »

— Julos Beaucarne.

## Calendrier républicain
La nèfle voit son nom attribué au 4e jour du mois de frimaire du calendrier républicain ou révolutionnaire français, généralement chaque 24 novembre du calendrier grégorien.